# 萧开愚
萧开愚（1960年—）生于四川中江，是一位中國诗人。

## 生平
1979年，萧开愚从四川绵阳中医学校毕业，之後前往中江县城关医院行医。1989年，他与诗人张曙光、孙文波等创办并主编诗刊《九十年代》、《反对》，与孙文波、臧棣合编《中国诗歌评论》。1993年來到上海市，先后成為编辑、记者、大学代课教师。1997年起侨居德国柏林写诗。他還是上海音乐学院作曲系客席教授。

## 作品
- 诗集《动物园的狂喜》、《学习之甜》、《萧开愚的诗》、《向杜甫致敬》、《联动的风景》[1]